# Naissance en 1251
Naissance
- 1247
- 1248
- 1249
- 1250
- 1251
- 1252
- 1253
- 1254
- 1255

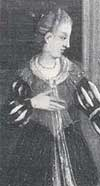
Mathilde de Habsbourg, née en 1251.

Cette page dresse une liste de personnalités nées au cours de l'année 1251 :
- 26 mai : Bouchard d'Avesnes, 65e évêque de Metz.
- juin : Guyart des Moulins, auteur de la première Bible en prose rédigée en français et traduite du latin de la Vulgate de saint Jérôme : La Bible Historiale.
- 5 juin : Hōjō Tokimune, membre du clan Hōjō, huitième shikken (régent officiel mais dirigeant de facto du Japon) du shogunat de Kamakura.

- Alix de Bourgogne-Auxerre, comtesse d'Auxerre.
- Pietro Gradenigo, 49e doge de Venise.
- Mathilde de Habsbourg, princesse allemande.
- Edmond Mortimer (2e baron Mortimer), soldat et baron anglais.
- Robert de Courtenay-Champignelles, archevêque de Reims.

date incertaine (vers 1251)
- Henri IV de Brabant, duc de Brabant et de Basse-Lotharingie.